# セーフ・コンダクト

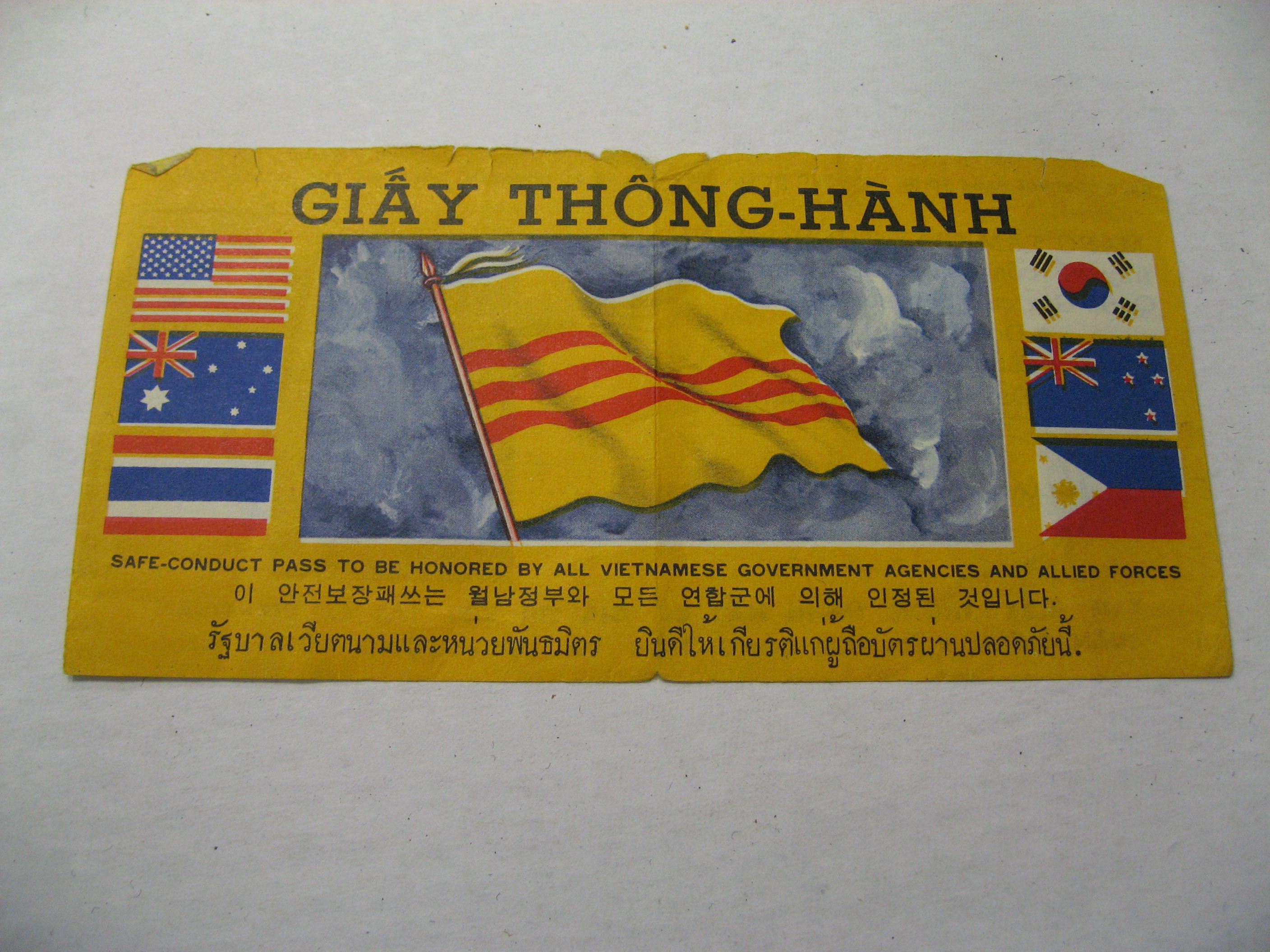
ベトナム戦争中、北ベトナム人やベトコン軍の寝返りを促進すべく、米軍によって空中投下された安導券。

セーフ・コンダクト（英語: Safe conduct）、または安導権（あんどうけん）とは国際紛争または戦時中において、交戦国が特定の人物（敵国人であることが多い）にハラスメント、人身傷害、死の脅威にさらされることなく通行することを許可するための通行証または通行文書を発行することを指す。このときに発行される通行証は日本語では安導券（あんどうけん）と呼ばれ、英語圏ではそのまま「セーフ・コンダクト」と呼ばれる。例としては敵が降伏して撤退するとき、交渉会議に向かう者、無国籍者、何らかの理由で通行できない者に発行される。安導券では通行の日時、経路、通行者の標識、安全通行を保障する条件などが記載される。
中世では聖地がイスラム教国の支配下に置かれている時期が長く、そのような時期においてキリスト教の巡礼者はイスラム教国の領主からエルサレムまでの安導券を求めることができる。西ヨーロッパにおいても1485年4月にスコットランド王国とイングランド王国が講和交渉を行うとき、スコットランド代表8人にイングランドへのセーフ・コンダクトが与えられた例がある。20世紀の例としてはウラジーミル・レーニンの封印列車が挙げられる。レーニンの国籍はロシア帝国であったが、当時のロシアはドイツ帝国と戦争状態であり、ドイツはレーニンが追放先のスイスから停車なしでドイツを通過してロシアに帰国できるよう許可した。ドイツはレーニンによってロシアが不安定化することを期待したのであった。第二次世界大戦では阿波丸が安導券を得ており、ベトナム戦争中のチュウホイ計画がある。